# 潛艦獵殺令
《潛艦獵殺令》（英語：Hunter Killer）是一部2018年美國動作驚悚片，改編自唐·凱思（Don Keith）及喬治·華萊士（George Wallace）創作的2012年小說。該片由唐納文·馬許（Donovan Marsh）執導，艾恩·施密特（Arne Schmidt）和傑米·摩斯共同撰寫劇本，其主演包括英國演員傑瑞德·巴特勒、蓋瑞·歐德曼、美國演員凡夫俗子、琳達·卡德琳妮和瑞典演員麥克·恩奎斯特。故事描述美國海軍阿肯色號潛艦艦長、海豹部隊隊員和俄羅斯海軍阿庫拉級潛艦艦長合力救出被政變軍囚禁的俄羅斯總統。
《潛艦獵殺令》2018年10月26日在美國上映。此外，該片亦是主演者恩奎斯特生前最終出演的遺作之一，他於2017年6月27日過世。

## 劇情
在俄羅斯的巴倫支海域，隸屬美國海軍的洛杉磯級攻擊潛艇「坦帕灣」正追蹤俄羅斯海軍阿庫拉級潛艇「柯奈克號」。突然間，柯奈克號發生爆炸。正當坦帕灣號決定救援時，卻遭不知從何而來的魚雷擊中，兩艘潛艇一同葬身海底。
於此同時，美國方面也收到坦帕灣號失蹤的消息。在得知該潛艇已經超越該回報敵方潛艇動向的時間後，海軍少將菲斯克便向參謀長查爾斯報告，並決定讓中校格拉斯擔任阿肯色號潛艇的艦長，帶領潛艇前往事發地點調查。
臨危受命的格拉斯從蘇格蘭來到法斯蘭港後，便收到來自第七艦隊的機密命令，他立刻召集所有船員準備出航。格拉斯上船後，便廣播宣布他將是一位非由海軍學院出身的艦長，跟所有船員一樣是由基層幹起。而這次出航的目標，便是前往敵國海域搜尋失蹤的同袍弟兄，他希望所有人能夠服從命令，恪盡職責。
美國政府方面，國安局分析師諾奎斯特找到了菲斯克，她認為這次的攻擊行動可能不是巧合。從俄羅斯大量集結艦隊，再到總統札卡林在攻擊發生之前就造訪波利亞爾基地來看，種種跡象都證明這是一場有預謀的行動。為此，她希望菲斯克能派出地面部隊調查俄方的意圖及下一步的計劃為何。
海軍部的命令很快的下達到塔吉克的美軍駐地，四名訓練完畢的海豹隊員踏上了征途。另一方面，在海上的格拉斯跟船員們混熟之後，也同時向科拉半島進發。
札卡林再次來到波利亞爾基地，並會見國防部長杜羅夫，商討後續如何跟美方溝通。而準備空降的四名海豹隊員，領頭的上尉比曼也乘機說明情況，表示他們即將成為美方的耳目。假如不幸被捕，那麼國家將不承認這些軍人的存在。
阿肯色號來到事發地點後，派出海上掃描以搜尋失聯的友軍。格拉斯艦長發現坦帕灣號是遭魚雷擊沉，馬上下令進行作戰準備。藏在冰層下的另艘不明敵艦冷不防對他們開火，阿肯色號使用干擾設備誘開魚雷後還擊。美方魚雷因冰層下方形狀複雜而無法追踪敵艦，艦長改變戰術後方成功擊毀敵方。但俄方魚雷仍在水中向他們追擊。格拉斯指揮阿肯色號向坦帕灣號疾衝後急轉，令魚雷將沉在海底的坦帕灣號當成真正目標，阿肯色號逃過一劫。
在成功迴避敵方砲火後，阿肯色號透過聲納探測，得知附近還有其他生還者。與此同時，札卡林也收到潛艦遭美方擊沉的消息。軍方主張馬上還擊，但總統仍想先和美方通話。
菲斯克跟查爾斯在這時候也收到雙方交戰的訊息，便立刻調動鄰近的航母打擊群前往應對。與此同時，四名海豹隊員成功空降潛入俄羅斯領土。
阿肯色號繼續搜尋生還者，他們在附近的海床上發現另一艘阿庫拉級潛艇。船員在其艦身上發現遭魚雷攻擊的破口，認定是與己方的坦帕灣號互相攻擊後同歸於盡。但經驗豐富的艦長發覺爆炸口的碎片外翻，推斷潛艇是由內部爆炸，而非外力造成。他決定解救這些倖存的俄羅斯船員以了解情況。群情激憤的船員們認為拯救害死同袍的敵軍並不包含在本次任務中，主張將他們留在海底等俄方自己去救，或至少得獲得上級允准。但艦長認為事有蹊蹺，決定不墨守成規。幾經折騰後終將失溫的俄方船員救上船來，將他們當成戰俘分開關押。
海豹小隊順利潛入波利亞爾基地內，並將畫面與聲音回傳華盛頓。透過無人機與狙擊鏡，前後方都發現，俄軍正進行作戰準備。此時在基地內的札卡林突然發現通信全被截斷，無法對外聯絡。而驅逐艦居然擅自出港，於是要求國防部長說明。杜羅夫與其部隊進入辦公室，直接表明軟禁總統並篡權。總統隨扈遭射殺而總統本人遭扣押的畫面，同步傳回華盛頓。
參謀總長聯席會議主席查爾斯提議掌握先機，提升戒備並整軍待命。諾奎斯特認為這場政變沒有得到軍方的大力支持，必須防止事態擴大。菲斯克則提議讓潛伏在波利亞爾基地外的潛艇與地面小組解救札卡林，並護送他回到莫斯科以結束政變。最後兩項方案都得到了美國總統的批准。
格拉斯艦長召集軍官們下達前往波利亞爾基地的命令，要求所有人做好準備。而他也找上倖存的俄羅斯柯奈克號艦長安德洛波夫，將俄國防部長政變並破壞柯奈克號的來龍去脈和盤託出，並展示證據。希望他能夠引導阿肯色號通過這片陌生的水域，但遭峻拒。
由於波利亞爾基地保持無線電靜默，海豹小隊的通訊頻率遭杜羅夫發覺，他派兵搜查。俄軍來到小隊藏身的吊塔下以步槍試探性掃射卻一無所，便繼續去搜別處。但其實小隊中的菜鳥馬丁內利已經中槍。他雖強忍，卻已無法跟隨行動。隊長比曼傳達華府的命令給所有人，並另行分派任務給馬丁內利。
阿肯色號此時也來到摩爾曼斯克峽灣外。安德洛波夫出現在艦橋指引航向。船員們無法接受敵艦艦長竟出現在自家機密潛艦的艦橋上，也不相信他真能帶領全艦安全穿越危險水域。副艦長更脅之以軍法審判。格拉斯艦長壓下反對的聲音，在安德洛波夫的指引下，小心翼翼地通過由聲音傳感器及探照燈監測的陌生水域，並經由不存在於海圖上的捷徑以避開聲爆水雷，有驚無險的脫離危險地帶。
基地外，海豹小隊找到假裝被擊斃的的總統隨扈奧列格，雙方經溝通並取得諒解後，一起進行解救行動。在幹掉多名守衛後，他們炸開房門成功解救札卡林，並憑藉門牆作為防禦工事抵抗敵軍。奧列格在監視敵方動態時遭槍擊受重傷，脫險無望，於是拼死斷後。
海豹小隊拼命的撤退，在馬丁內利的狙擊掩護下，他們帶著札卡林順利的來到海岸邊。在犧牲兩名隊員後，成功進入救生艇逃脫。隊長卡曼卻在將總統安全送達後，自己又回身向基地而去。
葉夫琴科號驅逐艦在杜羅夫的命令下，出港追殺札卡林美國潛艦，並使用火箭彈襲擊阿肯色號。救生艇因遭炮擊而出現多道裂縫。在順利將札卡林送進潛艇後，阿肯色號不得不立即拋棄救生艇馬上逃脫。潛艇在火箭彈齊射下多處受損，而驅逐艦又再度對他們發動魚雷攻擊。阿肯色號急速下潛躲避，直衝泥質海底，與魚雷一起消失在衝擊與爆炸所掀起的泥沙與火光中。
不良於行的馬丁內利遭俄軍包圍，力盡而降。俄軍準備將他就地處決時，卻遭卡曼一一狙擊而死。兩名海豹小隊逃向海邊。
一直在監控的美方收到了阿肯色號失去聯絡的消息。查爾斯勃然大怒，認為俄羅斯總統死在自家潛艦裡將落人口實，下令第七艦隊全面迎擊俄軍艦隊。而俄軍也準備開火。其實阿肯色號在襲擊中躲過一劫，但船體受損加重，已無法發射魚雷。札卡林要求與自家軍方聯絡以平息事端，但格拉斯表示，潛艦上浮至通訊深度前就會被幹掉。
葉夫琴科號探得阿肯色號在水下掙扎的聲音，又回頭鎖定他們。阿肯色號眼看只能坐以待斃。格拉斯要求安德洛波夫艦長向驅逐艦通話，要求那群忠心耿耿的水手能夠聽從命令，停止對往日長官的攻擊。
阿肯色號此時浮出水面，與葉夫琴科號正面對峙。聽到往日長官的聲音，水手們紛紛無視攻擊命令，就算遭艦長持槍脅迫也不為所動。這時札卡林對葉夫琴科號下令：任何對美國潛艇的攻擊，均屬於叛國。
杜羅夫得知葉夫琴科號拒絕擊沉阿肯色號，於是以波利亞爾基地的KH35反艦導彈進行攻擊。華府方面查爾斯也授權格拉斯進行反擊。因為攻擊俄國領土所造成的後果，也不會比俄國總統死在美國潛艦上更糟。阿肯色號預備好發射戰斧飛彈，格拉斯卻遲遲按兵不動。當KH35導彈臨頭時，葉夫琴科號竟以方陣快炮擊落了導彈，並發射兩發導彈摧毀基地指揮中心，也斷送了杜羅夫的野心。
札卡林由阿肯色號中下令俄軍撤退，以空軍封鎖基地。危機解除後，五角大廈歡聲雷動。而在阿肯色號上，安德洛波夫表示他從未見過像格拉斯這樣的艦長。格拉斯趁握手之際，將自己所珍視的幸運硬幣交給安德洛波夫，兩人就此道別。
最後，阿肯色號帶著倖存的比曼跟馬丁內利，在海軍艦隊的護送下，踏上歸程。

## 演員

### 美方角色

#### 阿肯色號
- 傑瑞德·巴特勒[6][7] 飾 喬·葛拉斯中校（Commander Joe Glass）：美國海軍阿肯色號潛艦（USS Arkansas）艦長。
- 卡特·麥金太爾（英语：Carter MacIntyre） 飾 布萊恩·愛德華茲少校（Lieutenant Commander Brian Edwards）：阿肯色號潛艦副艦長。
- 克里斯多弗·高（英语：Christopher Goh） 飾 朴上尉（Lieutenant Park）：阿肯色號潛艦領航官。
- 大衛·蓋亞西[8] 飾 華萊仕（Wallach）：阿肯色號潛艦水手長。
- 莎拉·密道頓（英语：Sarah Middleton） 飾 琳荻上士（Petty Officer 1st Class Liddy）：阿肯色號潛艦通訊員。
- 泰勒·約翰·史密斯[9] 飾 貝爾福德上士（Petty Officer 1st Class Belford）：阿肯色號潛艦聲納操作員。
- 蓋布瑞·薛佛立亞（英语：Gabriel Chavarria）[10] 飾 希門尼茲士官長（Chief Petty Officer Jimenez）：阿肯色號潛艦深潛救援船駕駛員。

#### 五角大廈
- 蓋瑞·歐德曼[7] 飾 查爾斯·唐納根上將（Admiral Charles Donnegan）：美軍參謀長聯席會議主席。
- 凡夫俗子[6] 飾 約翰·費斯克少將（Rear Admiral John Fisk），參謀長聯席會議所屬。
- 琳達·卡德琳妮[11] 飾 珍·諾奎斯特（Jane Norquist）：美國國家安全局高級分析師。

#### 海豹部隊
- 托比·斯蒂芬斯[12] 飾 比爾·柏曼上尉（Lieutenant Beaman）：隊長。
- 瑞安·麥克帕特林[13] 飾 麥特·約翰史東（Matt Johnstone）：軍醫。
- 贊恩·霍茲（英语：Zane Holtz）[14] 飾 保羅·馬丁內利（Martinelli）
- 邁克·特魯科[13] 飾 狄文·霍爾（Devin Hall）

### 俄方角色
- 麥克·恩奎斯特[15] 飾 謝爾蓋·安德洛波夫中校（Captain 2nd Rank Sergi Andropoyov）：俄羅斯海軍阿庫拉級潛艦艦長。
- 亞歷山大·季亞琴科（英语：Alexander Dyachenko (actor)） 飾 尼可萊·札卡林（Nikolai Zakarin）：俄羅斯總統。
- 米哈伊爾·戈爾沃伊（英语：Mikhail Gorevoy） 飾 迪米特里·杜洛夫大將（Admiral of the Fleet Dmitriy Durov）：俄羅斯國防部長。
- 尤里·科洛科利尼科夫（英语：Yuri Kolokolnikov） 飾 奧列格探員（Agent Oleg）：俄羅斯總統安全勤務局（英语：Presidential Security Service (Russia)）保鏢。
- 伊利亞·沃盧克（英语：Ilia Volok） 飾 弗拉德·蘇特列夫上校（Captain Vlade Sutrev）：俄羅斯海軍葉夫琴科號導彈驅逐艦艦長，安德洛波夫上校的舊部屬。

## 製作
2015年3月25日，凡夫俗子和比利·鮑伯·松頓將加入傑瑞德·巴特勒的動作驚悚片《潛艦獵殺令》，該片改編自唐·凱思及喬治·華萊士創作的2012年小說。2015年11月12日，據報導，製片人尼爾·H·摩里茲和陶比·傑夫（Toby Jaffe）的Original Film將與Millennium Films共同出自及製作《潛艦獵殺令》。2016年3月3日，唐納文·馬許（Donovan Marsh）被聘來擔任導演，且該片將由巴特勒與蓋瑞·歐德曼共同主演，而摩里茲、傑夫則和的塔克·圖利、艾倫·席格（Alan Siegel）、馬克·吉爾（Mark Gill）共同擔任監製。2016年6月23日，泰勒·約翰·史密斯（Taylor John Smith）將在片中飾演一名聲納操作員。2016年7月6日，蓋布瑞·薛佛立亞加入飾演一名美國艦艇上的海豹部隊隊員，而其他在7月加入的演員則包括贊恩·霍茲、邁克·特魯科、瑞安·麥克帕特林、麥克·恩奎斯特、大衛·蓋亞西及托比·斯蒂芬斯。2016年8月4日，琳達·卡德琳妮加入演員陣容。
主要拍攝於2016年7月25日在倫敦開始進行。

## 發行
《潛艦獵殺令》在美國由頂峰娛樂發行並定於2018年10月26日上映。

## 反響

### 評價
《潛艦獵殺令》獲得了褒貶不一的評價。爛番茄網站根據96篇評論而持有36%的新鮮度，平均得分4.7／10。Metacritic根據22篇評論，得分43，評價兩極。

### 票房
| 上一届： 《一個巨星的誕生》 | 2018年台北週末票房冠軍 第44週 | 下一届： 《誰先愛上他的》 |
| 上一届： 《星夢情深》       | 2018年香港週末票房冠軍 第44週 | 下一届： 《大君主之役》   |

## 外部連結
- 互联网电影数据库（IMDb）上《潛艦獵殺令》的资料（英文）
- Metacritic上《潛艦獵殺令》的資料（英文）
- 爛番茄上《潛艦獵殺令》的資料（英文）
- Box Office Mojo上《潛艦獵殺令》的資料（英文）
- 豆瓣电影上《潛艦獵殺令》的資料 （简体中文）